# Ultrasuede
Ultrasuede è il nome commerciale di un tessuto sintetico in ultra-microfibra inventato nel 1970 da Miyoshi Okamoto, uno scienziato delle Toray Industries.
In Giappone è venduto con il marchio Ecsaine. Viene spesso descritto come un sostituto artificiale della pelle scamosciata (nota come suede). Il tessuto è multifunzionale: viene utilizzato nella moda, nell'architettura d'interni, nella tappezzeria di automobili e di altri veicoli nonché in applicazioni industriali, quali ad esempio nel tessuto protettivo per le apparecchiature elettroniche. È inoltre un tessuto molto popolare nella produzione di palline a palle di stoffa.
A differenza del suo "gemello" italiano Alcantara, l'Ultrasuede è praticamente identico su entrambi i lati, il che lo rende reversibile.

## Composizione
Il contenuto dell'Ultrausede varia dall'80% di tessuto non tessuto di poliestere (100% di ultra-microfibra riciclata) e 20% di poliuretano non fibroso al 65% di poliestere e 35% di poliuretano, a seconda della linea di prodotti. L'Ultrasuede è simile al camoscio naturale, ma è resistente alle macchie e allo scolorimento; può inoltre essere lavato in lavatrice. Ha una superficie in tessuto, ma è resistente alla fuffa e agli sfilacciamenti poiché combinato con una schiuma di poliuretano in una struttura non tessuta.